# Xavier Dolan
Xavier Dolan (n. 20 martie 1989, Montréal, provincia Québec, Canada) este un actor, regizor, scenarist și producător originar din Montréal.

## Viață personală
Xavier Dolan s-a născut în Montréal, Québec, Canada. Este fiul lui Geneviève Dolan și al lui Manuel Tadros. Mama lui Xavier este o profesoară canadiană cu origini irlandeze (numele de familie "Dolan" este irlandez). Tatăl său, născut în Cairo, este un cunoscut actor și cântăreț canadian cu legături strânse în industria de divertisment din Québec.
Dolan este gay, descriindu-și filmul de debut, J'ai tué ma mère, ca o semi-autobiografie. Potrivit declarațiilor sale, filmul Titanic a fost o influență timpurie asupra deciziei de a intra în industria filmului.

## Carieră

### Primele filme

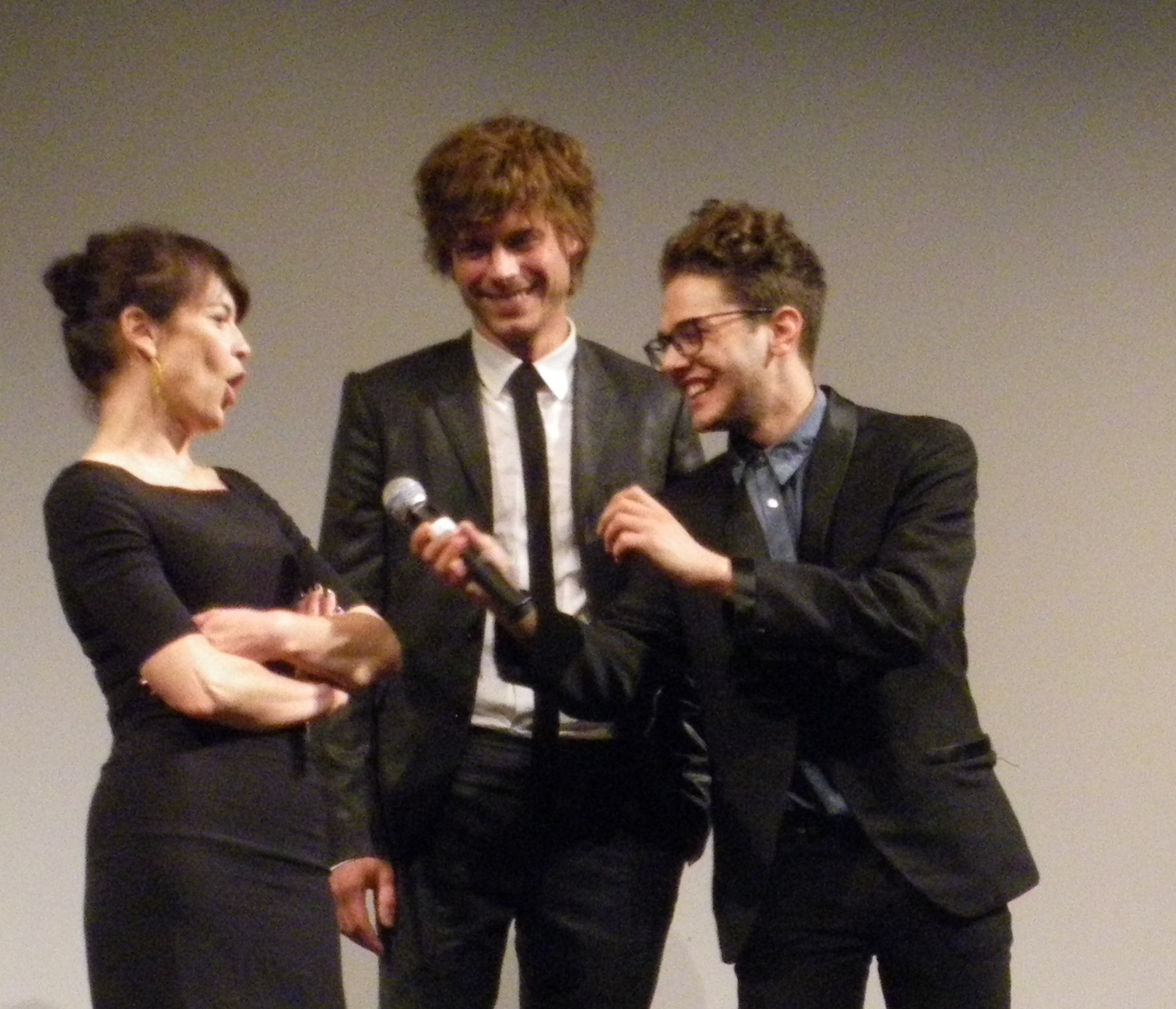
Actorii din J'ai tué ma mère, la Festivalul Internațional de Film de la Toronto (2009). De la stânga la dreapta: Anne Dorval, François Arnaud și Xavier Dolan.

Dolan a atras atenția internațională cu primul său lungmetraj, J'ai tué ma mère, pe care l-a scris, regizat, produs și în care a avut rolul principal, folosind fonduri din munca sa vastă ca actor în copilărie și adolescență. Filmul a avut premiera în cadrul secțiunii Quinzaine des réalisateurs a ediției din 2009 a Festivalului de Film de la Cannes, unde a primit ovații în picioare timp de opt minute și a câștigat trei premii: premiul CICAE, premiul SACD pentru scenariu și premiul Regards Jeunes. A câștigat, de asemenea, un premiu Lumière și patru premii Jutra, la categoriile "Cel mai bun film", "Cel mai bun scenariu", respectiv "Cel mai de succes film în afara Québec-ului", surclasându-se unor regizori consacrați, precum Denis Villeneuve, cu producția sa Polytechnique.
Dolan însuși a admis că filmul are "defecte", iar Peter Brunette de la The Hollywood Reporter a rezumat opinia mai multor critici, numindu-l "un film oarecum zgrunțuros care demonstrează un real talent". Brunette a numit, de asemenea, filmul drept unul "amuzant și îndrăzneț", în timp ce Allan Hunter de la Screen International spunea că are "boldul adevărului observat cu perspicacitate".

### Alte activități
În 2015, Dolan a fost selectat ca membru al juriului pentru competiția oficială a Festivalului de Film de la Cannes.
În 2015, a regizat videoclipul pentru single-ul "Hello" de pe albumul 25 al lui Adele. Videoclipul a doborât recordul Vevo pentru cele mai multe vizualizări în 24 de ore, cu peste 27,7 milioane de accesări. Videoclipul s-a remarcat, printre altele, și prin imaginile turnate în IMAX. Dolan a primit premiul Juno la categoria "Videoclipul anului" pentru regizarea clipului.

## Controverse
În 2013, videoclipul lui Dolan pentru piesa "College Boy" a celor de la Indochine a stârnit controverse pentru imaginile sale violente, care includ bătaia, împușcarea și crucificarea unui adolescent gay (jucat de Antoine Olivier Pilon din Mommy). Videoclipul a fost interzis de canalul din Québec MusiquePlus și cenzurat pe YouTube și în Franța. Dolan a lansat o scrisoare deschisă pentru The Huffinton Post în apărarea videoclipului, în care spunea: "Mi se pare absurd că acest videoclip este cenzurat. Este într-adevăr mai violent decât toate filmele care apar pe ecranele noastre în fiecare zi?".

## Filmografie

### Ca regizor
- 2009: J'ai tué ma mère
- 2010: Les amours imaginaires
- 2012: Laurence Anyways
- 2013: Tom à la ferme
- 2014: Mommy
- 2016: Juste la fin du monde
- 2018: The Death and Life of John F. Donovan
- TBD: Matthias & Maxime

### Ca actor
- 1994: Miséricorde (film de televiziune)
- 1996: Omerta, la loi du silence (serial TV)
- 1997: J'en suis!
- 1999: Le marchand de sable (scurtmetraj)
- 2001
  - La forteresse suspendue
  - L'or (serial TV)
- 2007: Miroirs d'été (scurtmetraj)
- 2008: Martyrs
- 2009
  - Suzie
  - J'ai tué ma mère
- 2010
  - Les amours imaginaires
  - Good Neighbours
- 2013: Tom à la ferme
- 2014
  - Miraculum
  - Elephant Song
- 2018: Boy Erased
  - Bad Times at the El Royale - ca Buddy Sunday
- 2019: It: Chapter Two
- TBD: Matthias & Maxime

### Ca actor de voce (în franceză)
- 2000
  - My Dog Skip: Spit
  - Pay it Forward: Trevor
- 2001: Harry Potter and the Philosopher's Stone: Ron Weasley
- 2002: Harry Potter and the Chamber of Secrets Ron Weasley
- 2003
  - Secondhand Lions: Walter
  - Finding Nemo: Tad
- 2004: Harry Potter and the Prisoner of Azkaban: Ron Weasley
- 2005: Harry Potter and the Goblet of Fire: Ron Weasley
- 2006
  - Grossology: Ty
  - Alpha Dog: Keith Stratten
- 2007
  - Harry Potter and the Order of the Phoenix: Ron Weasley
  - Magi-Nation: Tony
  - Whistler: Quinn McKaye
- 2008
  - High School Musical 3: Senior Year: Donnie Dion
  - Twilight: Jacob Black
- 2009
  - Harry Potter and the Half-Blood Prince: Ron Weasley
  - The Twilight Saga: New Moon: Jacob Black
  - South Park: Stan Marsh
  - Planet 51: Skiff
- 2010
  - Kick-Ass: Dave Lizewski/Kick-Ass
  - How To Train Your Dragon: Hiccup
  - The Twilight Saga: Eclipse: Jacob Black
  - Harry Potter and the Deathly Hallows – Part 1: Ron Weasley
- 2011
  - Harry Potter and the Deathly Hallows – Part 2: Ron Weasley
  - My Week with Marilyn: Colin Clark
  - Abduction: Nathan Harper
  - The Twilight Saga: Breaking Dawn – Part 1: Jacob Black
  - The Smurfs: Brainy Smurf
- 2012
  - John Carter: Edgar Rice Burroughs
  - The Hunger Games: Peeta Mellark
  - Life of Pi: Pi Patel
  - Chernobyl Diaries: Chris
- 2015: Inside Out: Fear
- 2016: Everybody Wants Some!!: Jake

### Ca regizor de videoclipuri muzicale
- "College Boy", Indochine (2013)
- "Hello", Adele (2015)

## Premii

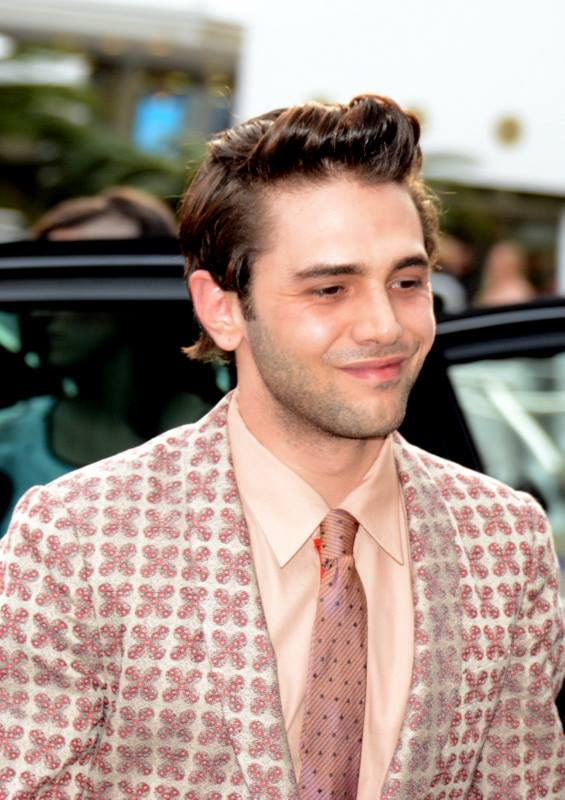
Xavier Dolan la Cannes (2015)

| An   | Festival                         | Categorie                                    | Film                   | Rezultat     |
| ---- | -------------------------------- | -------------------------------------------- | ---------------------- | ------------ |
| 2009 | Festivalul de Film de la Cannes  | Premiul CICAE                                | J'ai tué ma mère       | Câștigat     |
| 2009 | Festivalul de Film de la Cannes  | Premiul SACD                                 | J'ai tué ma mère       | Câștigat     |
| 2009 | Festivalul de Film de la Cannes  | Regards Jeunes                               | J'ai tué ma mère       | Câștigat     |
| 2009 | Festivalul de Film de la Cannes  | Camera d'Or                                  | J'ai tué ma mère       | Nominalizare |
| 2010 | Festivalul de Film de la Cannes  | Regards Jeunes                               | Les amours imaginaires | Câștigat     |
| 2010 | Festivalul de Film de la Cannes  | Un Certain Regard                            | Les amours imaginaires | Nominalizare |
| 2010 | Premiile César                   | Cel mai bun film străin                      | J'ai tué ma mère       | Nominalizare |
| 2010 | Premiile Lumière                 | Cel mai bun film francofon                   | J'ai tué ma mère       | Câștigat     |
| 2010 | Premiile Lumière                 | Premiul publicului                           | J'ai tué ma mère       | Câștigat     |
| 2011 | Premiile César                   | Cel mai bun film străin                      | Les amours imaginaires | Nominalizare |
| 2012 | Festivalul de Film de la Cannes  | Queer Palm                                   | Laurence Anyways       | Câștigat     |
| 2012 | Festivalul de Film de la Cannes  | Un Certain Regard                            | Laurence Anyways       | Nominalizare |
| 2013 | Premiile César                   | Cel mai bun film străin                      | Laurence Anyways       | Nominalizare |
| 2013 | Premiile Lumière                 | Cel mai bun film francofon                   | Laurence Anyways       | Câștigat     |
| 2013 | Festivalul de Film de la Veneția | Premiul FIPRESCI                             | Tom à la ferme         | Câștigat     |
| 2013 | Festivalul de Film de la Veneția | Leul de Aur                                  | Tom à la ferme         | Nominalizare |
| 2014 | Festivalul de Film de la Cannes  | Premiul Juriului                             | Mommy                  | Câștigat     |
| 2014 | Festivalul de Film de la Cannes  | Palme d'Or                                   | Mommy                  | Nominalizare |
| 2014 | Festivalul de Film de la Cannes  | Queer Palm                                   | Mommy                  | Nominalizare |
| 2015 | Premiile César                   | Cel mai bun film străin                      | Mommy                  | Câștigat     |
| 2015 | Independent Spirit Awards        | Cel mai bun film internațional               | Mommy                  | Nominalizare |
| 2015 | Premiile Lumière                 | Cel mai bun film francofon din afara Franței | Mommy                  | Nominalizare |
| 2016 | Festivalul de Film de la Cannes  | Marele Premiu al Juriului                    | Juste la fin du monde  | Câștigat     |
| 2016 | Festivalul de Film de la Cannes  | Palme d'Or                                   | Juste la fin du monde  | Nominalizare |